# Bezcelní obchod

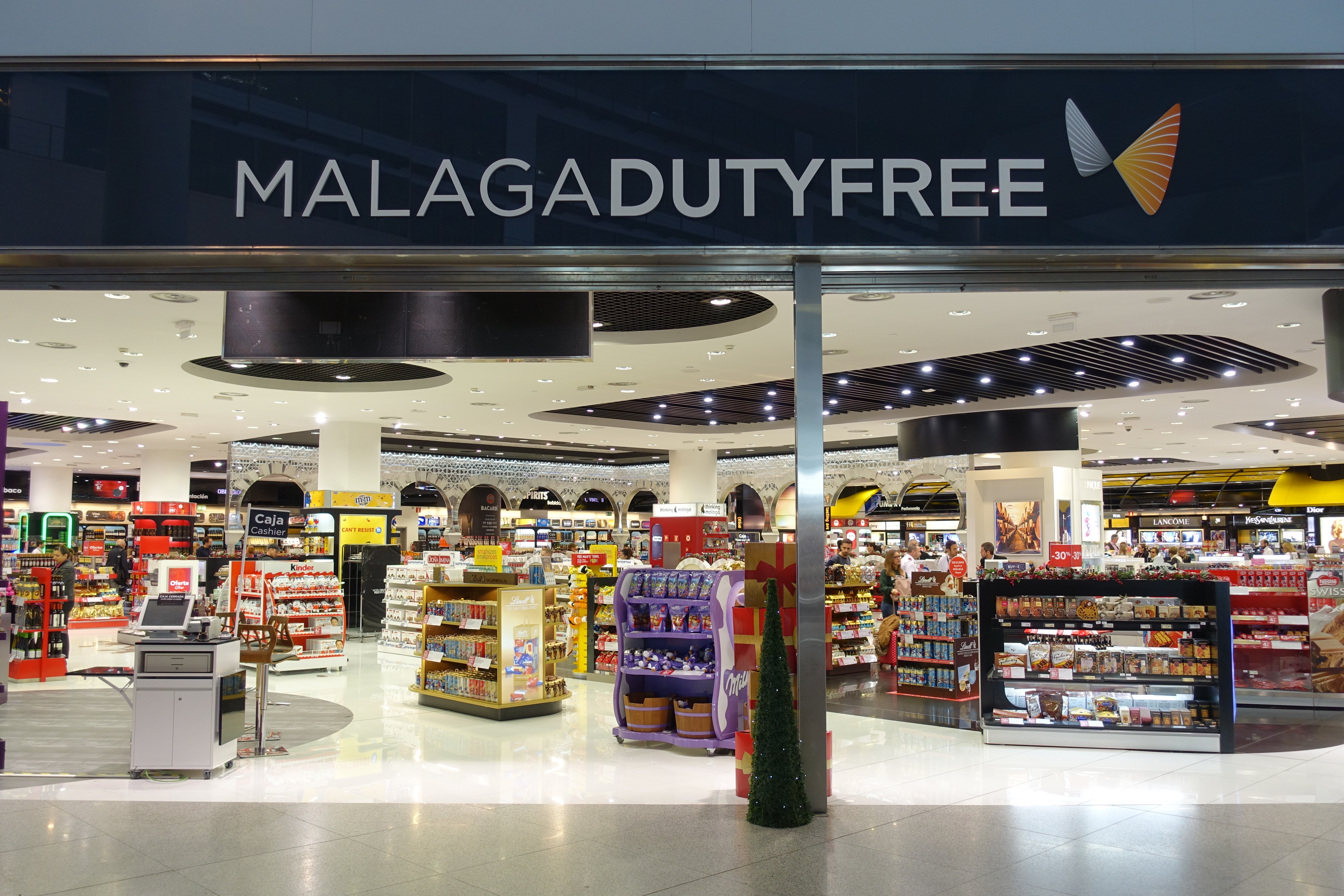
Bezcelní obchod na mezinárodním letišti Málaga ve Španělsku.

Bezcelní obchod (anglicky duty-free shop, případně tax-free shop) je označení pro maloobchodní prodejnu, která neúčtuje místní nebo státní daně na prodávané zboží, s tím, že zboží bude prodáno cestujícím, kteří je vyvezou ze země.

## Bezcelní zóny
Tento druh obchodů se nachází ve bezcelních zónách, jako jsou hraniční přechody, mezinárodní tunely (například Eurotunel), mezinárodní letiště a přístavy, paluby letadel a mezinárodních výletních lodí, vojenské školy[zdroj?] nebo určité geograficko-administrativní oblasti (například obec Livigno v Itálii).

## Fungování obchodů

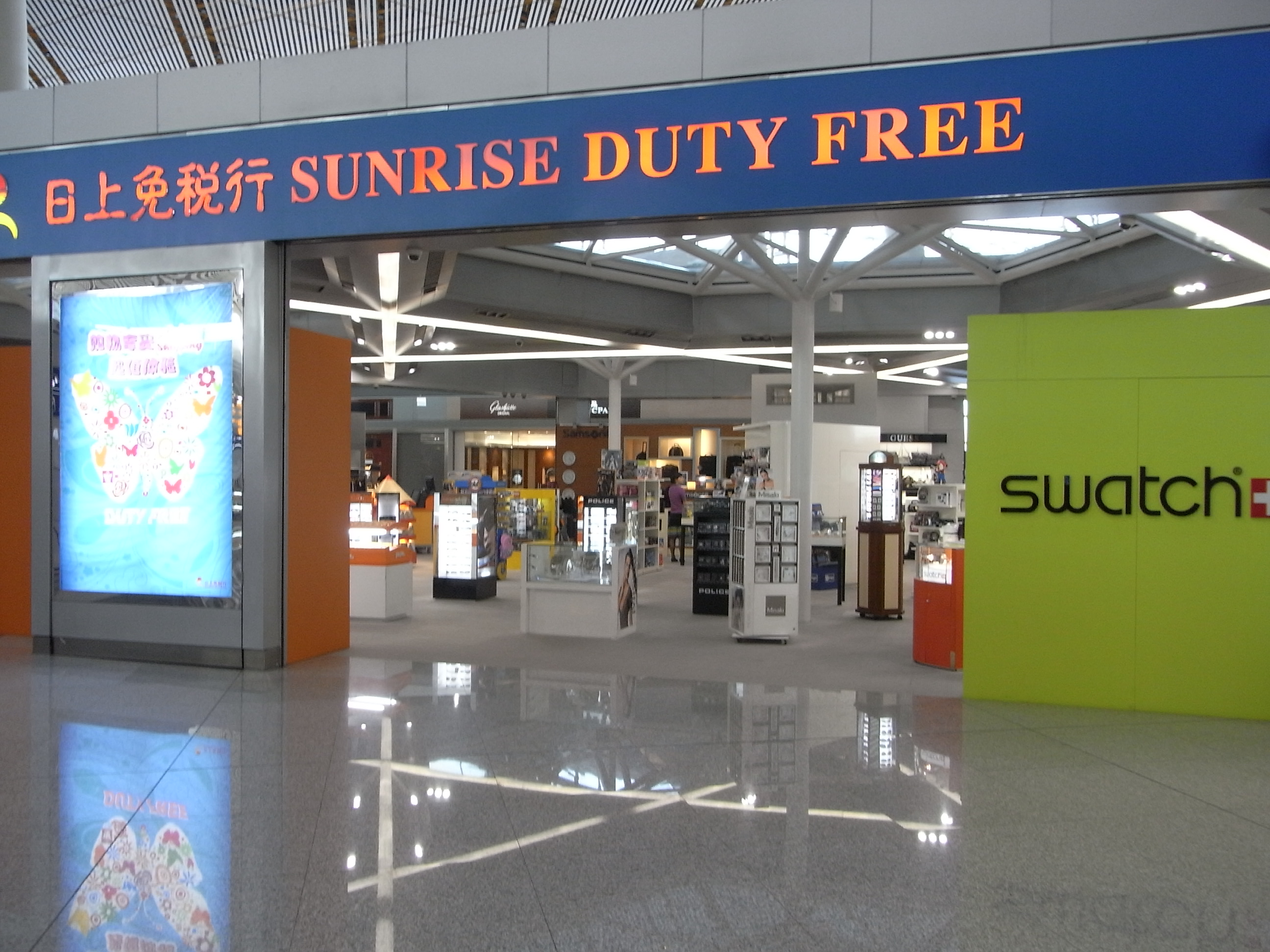
Bezcelní obchod v terminálu 3 na Pekingském mezinárodním letišti

Základním principem těchto obchodů je idea, že lidé kteří nakupují zboží v nějaké zemi a je jisté, že následně vycestují, by neměli platit clo ani místní daň pro danou zemi. Typickým sortimentem je alkohol, cigarety, parfémy, luxusní zboží a elektronika; jde o zboží, které se nekazí a nemá nějaké speciální požadavky na skladování, takže jej lze ponechat v celních skladech. Prodejci mohou při nákupu vyžadovat předložení cestovního dokladu, aby se ujistili, že kupující skutečně opouští danou zemi. Některé zboží, zejména tekutiny, bývá v případě prodeje v bezcelní zóně uloženo do zapečetěného obalu, který nesmí být otevřen před dosažením cílové destinace. Některé země však uvalují clo na zboží dovezené do země, ačkoli bylo zakoupeno v bezcelní zóně v jiné zemi, nebo když hodnota nebo množství takového zboží překročí povolený limit. Pouhá absence cla nebo jiných daní na prodávané zboží také nezaručuje, že jde vždy o výhodnou koupi.
V ČR zákon umožňuje za ceny bez spotřebních daní a DPH prodávat zboží fyzickým osobám pouze při jejich bezprostředním výstupu z daňového území. Jelikož Evropská unie tvoří celní unii, po vstupu do unie zanikly duty-free obchody na pozemních hraničních přechodech a takovýto prodej je tedy možný jen v tranzitním prostoru mezinárodního letiště nebo palubě letadla během letu; pouze po ověření, že cílová stanice je ve třetí zemi a pouze pokud je prodávající držitelem povolení k prodeji bez daně, vydaného správcem daně (finanční nebo celní úřad místně příslušný danému letišti).

## Historie
První bezcelní zóna byla otevřena na letišti Shannon v Irsku v roce 1947. Právě zde měli totiž pasažéři, kteří cestovali do Ameriky nebo z Ameriky mezipřistání, čehož bylo záhy využito a tento koncept se rozšířil celosvětově.